# Jijeong-myeon, Wonju
Jijeong-myeon (koreanska: 지정면)  är en socken i kommunen Wonju i provinsen Gangwon i den centrala delen av Sydkorea, 80 km öster om huvudstaden Seoul.